# هنریک شونمان
هنریک شونمان (آلمانی: Hinnerk Schönemann؛ زادهٔ ۳۰ نوامبر ۱۹۷۴) بازیگر اهل آلمان است.
از فیلم‌هایی که وی در آن نقش داشته‌است، می‌توان به زندگی دیگران، اسب جنگی، آشکار شده، آمین.، یلا، هرگز روی برنگردان، هیندنبورگ و چگونه می‌توان به صورت آنلاین مواد مخدر فروخت اشاره کرد.